# Réserve nationale de faune de Vaseux-Bighorn
Pour les articles homonymes, voir Vaseux.
La réserve nationale de faune de Vaseux-Bighorn (anglais : Vaseux-Bighorn National Wildlife Area) est une réserve nationale de faune du Canada située au sud du lac Vaseux dans le district régional d'Okanagan-Similkameen en Colombie-Britannique. Cette réserve de 753 ha a été créée dans le but de protéger plusieurs espèces rares.

## Toponymie
La réserve nationale de faune de Vaseux-Bighorn fait référence au lac Vaseux, qui est situé à proximité de la réserve et au nom anglais du mouflon du Canada (Ovis canadensis).

## Milieu naturel
Les zones humides au fond de la vallée sont composées de peuplier faux-tremble (Populus tremuloides), d'amélanchiers (Amelanchier spp.), de bouleau fontinal (Betula occidentalis) et de saules (Salix spp.). Les zones riveraines sont dominées par les carex (Carex spp.) et les quenouilles (Typha spp.) alors que les marais sont dominés par les scirpes (Scirpus), la potentille ansérine (Potentilla anserina) et le grand nénuphar jaune (Nuphar variegata). La lisière des cours d'eau est dominée par le saule à long pétiole (Salix petiolaris), le bouleau fontinal, le cornouiller stolonifère (Cornus stolonifera) et l'aulne à feuilles minces (Alnus incana subsp. tenuifolia).
En milieu sec, le fond de la vallée est dominé par une prairie arbustive d'agropyre à épi (Pseudoroegneria spicata) et de stipe chevelue (Hesperostipa comata) accompagnés de quelques pins ponderosa (Pinus ponderosa) âgées. Elle comprend des arbustes de purshie tridentée (Purshia tridentata), d'armoise argentée (Artemisia cana), de bigelovie puante (Ericameria nauseosa). Il s'agit d'un milieu particulièrement sensible aux perturbations et à l'envahissement de plantes exotiques.
À plus haute altitude, la prairie est remplacée par une forêt-parc de douglas de Menzies (Pseudotsuga menziesii) accompagnée de fétuques (Festuca spp.), de mahonia à feuilles de houx (Berberis aquifolium), de sumacs (Rhus spp.) et d'herbe à puce (Toxicodendron radicans). En plus haute altitude encore, le sous-étage est composé de léwisie à racine amère (Lewisia rediviva), de balsamorhize à feuilles sagittées (Balsamorhiza sagittata), d'armoise argentée et de calochorte (Calochortus spp.).
Un inventaire réalisé en 2003 a permis d'identifier dans la réserve 17 espèces de mammifères, 132 espèces d'oiseaux, 8 espèces de reptiles, 2 espèces d'amphibiens, 5 espèces de poissons et 30 espèces d'invertébrés.
On dénote 30 espèces en péril inscrites sur la loi sur les espèces en péril du fédéral et 19 autres espèces en péril inscrites sur les listes de la Colombie-Britannique. De plus trois populations sont considérées en péril par la province. Les espèces animales considérées en péril par le fédéral sont l'engoulevent d'Amérique (Chordeiles minor), le petit-duc nain (Otus flammeolus), le pic de Lewis (Melanerpes lewis), le courlis à long bec (Numenius americanus), le faucon pèlerin (Falco peregrinus), le quiscale rouilleux (Euphagus carolinus), le moqueur des armoises (Oreoscoptes montanus), la sous-espèce macfarlanei du petit-duc des montagnes (Megascops kennicottii macfarlanei), le pic à tête blanche (Picoides albolarvatus), le pic de Williamson (Sphyrapicus thyroideus), la sous-espèce auricollis de la paruline polyglotte (Icteria virens auricollis), le blaireau d'Amérique (Taxidea taxus), la sous-espèce nuttallii du lapin de Nuttall (Sylvilagus nuttallii nuttallii), la chauve-souris blonde (Antrozoux pallidus), l'oreillard maculé (Euderma maculatum), la sous-espèces megalotis de la souris des moissons (Reithrodontomys megalotis megalotis), la couleuvre nocturne du désert (Hypsiglena chlorophaea), la couleuvre à nez mince du Grand Bassin (Pituophis catenifer deserticola), le crapaud du Grand Bassin (Spea intermontana), le boa caoutchouc (Charina bottae), la salamandre tigrée (Ambystoma tigrinum), la tortue peinte de l’Ouest (Chrysemys picta bellii), le crotale de l'Ouest (Crotalus oreganus), le scinque de l'Ouest (Plestiodon skiltonianus), le crapaud de l'Ouest (Anaxyrus boreas), la Couleuvre agile à ventre jaune de l'Ouest (Coluber constrictor mormon), le Porte-queue de Colombie-Britannique (Satyrium behrii columbia), le monarque (Danaus plexippus), le Mormon (Apodemia mormo) et l'aster feuillu (Symphyotrichum frondosum).

## Histoire
La région du lac Vaseux comprend les sites archéologiques les plus diversifiés riches et intacts de la vallée de l'Okanagan. On y trouve entre autres des vestiges d’habitation, des grottes, des murs de pictogrammes, des amas coquilliers, des caches, des claies pour le séchage des poissons, des fascines, des carrières, des dépôts de débris lithiques, des lieux de sépulture et des sentiers. Ces ressources sont attribuées aux Okanagans. C'est à partir du début du XIXe siècle que les Européens ont commencé à explorer et coloniser la région. Il faut cependant attendre 1918 et le Southern Okanagan Lands Project, un vaste projet d'irrigation, pour que l'agriculture s'installe durablement dans la vallée. La région avec ses vergers et ses vignobles, est devenue l'une des plus productives du Canada.
La première tentative pour installer une réserve nationale de faune a été proposée au début des années 1970. Les terrains ont été achetés ensuite par la Okanagan–Similkameen Parks Society. Le gouvernement fédéral a acquis les terrains et établi la réserve en 1979.